# 5679 Akkado
5679 Akkado eller 1989 VR är en asteroid i huvudbältet som upptäcktes den 2 november 1989 av de båda japanska astronomerna Kazuro Watanabe och Kin Endate vid Kitami-observatoriet. Den är uppkallad efter Akka-grottan i Japan.
Asteroiden har en diameter på ungefär 6 kilometer och den tillhör asteroidgruppen Koronis.